# Бенджамин, Гарри Джон
Га́рри Джон Бе́нджамин (англ. Harry Jon Benjamin, профессионально известен как H. Jon Benjamin; род. 23 мая 1966, Вустер, Массачусетс) — американский актёр-комик кино, телевидения и озвучивания, сценарист и продюсер; в единичных случаях также известен как музыкант и писатель. Наиболее известен озвучиванием главных персонажей в мультсериалах для взрослых: «Закусочная Боба» (Боб Белчер), «Спецагент Арчер» (Стерлинг Арчер), «Доктор Кац», «Школа О’Грэйди», «Люси — дочь дьявола», «Домашнее видео» и других. Актёрский образ — глубокий монотонный голос с невозмутимой интонацией, часто озвучивает разгильдяев или персонажей с односторонним мышлением.

## Биография
Гарри Джон Бенджамин родился 23 мая 1966 года в городе Вустер (штат Массачусетс, США). Отца звали Говард, он работал на высокой руководящей должности в электрической компании; мать звали Ширли, она была бывшей балериной, преподававшей танцы в собственной студии.
В 1984 году Бенджамин окончил частную школу-интернат «Вустерская академия», затем в 1988 году — Коннектикутский Колледж.
С 1995 года начал озвучивать мультсериалы и сниматься в телесериалах, с 1997 года — в кинофильмах, также с 1997 года стал известен как сценарист, с 2002 года — как продюсер.
В 2015 году Бенджамин, не умеющий играть ни на одном музыкальном инструменте, выпустил альбом из восьми композиций Well, I Should Have… в жанре «экспериментальный джаз».
В 2018 году вышла комическая автобиография, которую Бенджамин озаглавил «Неудача — это вариант: Попытка написать мемуары».
С 2018 года стал «лицом» сети ресторанов быстрого питания Arby's.
В 2020 году поддержал политика Берни Сандерса на пост президента и рассказал в серии видеороликов о предложениях Сандерса в области здравоохранения («Медицинское страхование для всех»).
Бенджамин — орнитолог-любитель.

## Фильмография

### Актёр на широком экране
Кроме озвучивания
- 1998 — Следующая остановка — Страна чудес[англ.] / Next Stop Wonderland — Эрик
- 2000 — Счастливые случаи / Happy Accidents — гуляка
- 2001 — Недетское кино / Not Another Teen Movie — тренер
- 2002 — Мартин и Орлофф[англ.] / Martin & Orloff — Кит, друг Орлоффа, ветеран войны в Персидском заливе
- 2004 — Мгновения Нью-Йорка / New York Minute — продавец сувениров «I Love New York»
- 2014 — Мачо и ботан 2 / 22 Jump Street — тренер (в титрах не указан)
- 2015 — Возможности управления[англ.] / Creative Control — Гэри Гэсс
- 2016 — Дин: Моя жизнь в картинках[англ.] / Dean — продавец в магазине телефонов
- 2024 — Знакомое прикосновение[англ.] / Familiar Touch — Стив

### Актёр телевидения
Кроме озвучивания
- 1995—1997 — Поздно вечером с Конаном О’Брайаном[англ.] / Late Night with Conan O'Brien — разные роли (в 3 выпусках)
- 1997—2000 — Научный суд[англ.] / Science Court — разные роли (в 18 выпусках)
- 1998 — Секс в большом городе / Sex and the City — Джефф (в эпизоде Bay of Married Pigs)
- 2005 — Спаси меня / Rescue Me — Гэри (в эпизоде Rebirth[англ.])
- 2007—2008 — Хулиганы[англ.] / Human Giant — разные роли (в 4 эпизодах)
- 2009 — Парки и зоны отдыха / Parks and Recreation — Скотт Брэддок (в эпизоде Kaboom)
- 2009—2010 — Важные вещи с Деметри Мартином[англ.] / Important Things with Demetri Martin — разные роли (в 7 эпизодах)
- 2012 — Пригород / Suburgatory — Табита (в эпизоде Ryan's Song)
- 2014—2021 — События прошедшей недели с Джоном Оливером[англ.] / Last Week Tonight with John Oliver — Пустая Пустота • юрист • Бен (в 8 эпизодах)
- 2015 — Шоу Гэффигана[англ.] / The Jim Gaffigan Show — Кевин (в эпизоде The Bible Story)
- 2015—2017 — Мастер не на все руки / Master of None — Бенджамин (в 4 эпизодах)
- 2016—2017 — Земляне[англ.] / People of Earth — офицер Глиммер (в 8 эпизодах)
- 2017 — Сложные люди[англ.] / Difficult People — Брайан (в эпизоде Fuzz Buddies)
- 2024 — н. в. — Как умереть в одиночестве[англ.] / How to Die Alone — Карл, дрессировщик соколов [11] (в 2 эпизодах)

### Актёр озвучивания
- 1995—2002 — Доктор Кац / Dr. Katz, Professional Therapist — доктор Бен Кац, терапевт • Роджер (в 81 эпизоде[англ.])
- 1999—2004 — Домашнее видео / Home Movies — футбольный тренер Джон МакГирк • второстепенные персонажи (в 52 эпизодах[англ.])
- 2001 — Жаркое американское лето / Wet Hot American Summer — банка консервированных овощей
- 2001—2009 — Команда Фастфуд / Aqua Teen Hunger Force — разные роли (в 5 эпизодах[англ.])
- 2004—2006 Школа О’Грэйди[англ.] / O'Grady — разные роли (в 19 эпизодах)
- 2005—2007 — Люси — дочь дьявола[англ.] / Lucy, the Daughter of the Devil — Сатана (в 11 эпизодах)
- 2006 — Шоу уродов[англ.] / Freak Show — разные роли (в 7 эпизодах)
- 2006—2008 — Эсси МакГи[англ.] / Assy McGee — разные роли (в 19 эпизодах)
- 2006—2012 — Братья Вентура / The Venture Bros. — Мастер (в 4 эпизодах[англ.])
- 2006 — н. в. — Гриффины / Family Guy — Боб Белчер[англ.] • Стерлинг Арчер • несколько второстепенных персонажей (в 28 эпизодах)[12]
- 2007 — Десять заповедей / The Ten — лежащий носорог
- 2007 — Команда Фастфуд[англ.] / Aqua Teen Hunger Force Colon Movie Film for Theaters — агент ЦРУ
- 2007—2015 — ? / WordGirl — разные роли (в 34 эпизодах)
- 2009 — Титан Максимум[англ.] / Titan Maximum — Тэп Бэнистер (в эпизоде Dirty Lansbury)
- 2009—2023 — Спецагент Арчер / Archer — Стерлинг Арчер • Боб Белчер[англ.] (в 144 эпизодах)
- 2011 — Американский папаша! / American Dad! — говорящая капуста (в эпизоде License to Till)
- 2011 — н. в. — Закусочная Боба / Bob's Burgers — Боб Белчер[англ.] • более 60 второстепенных персонажей (в 275 эпизодах)
- 2012 — Гадкие американцы / Ugly Americans — Дик (в эпизоде Mark Loves Dick)
- 2015 — Конан[англ.] / Conan — Стерлинг Арчер (в выпуске Olivia Munn / Dean Norris / Sleater-Kinney)
- 2015 — Жаркое американское лето: Первый день лагеря / Wet Hot American Summer: First Day of Camp — Митч • банка консервированных овощей (в 4 эпизодах)
- 2015 — Приключения Кота в сапогах / The Adventures of Puss in Boots — Бальтазар (в эпизоде Luck)
- 2015 — В ад и обратно[англ.] / Hell and Back — Дерево
- 2015—2017 — Да здравствует король Джулиан / All Hail King Julien — Фред, гигантский скорпион (в 4 эпизодах[англ.])
- 2017 — Жаркое американское лето: 10 лет спустя / Wet Hot American Summer: Ten Years Later — Митч • банка консервированных овощей (в 5 эпизодах)
- 2018 — Симпсоны / The Simpsons — Боб Белчер[англ.] (в эпизоде My Way or the Highway to Heaven[англ.])
- 2020—2022 — Центральный парк[англ.] / Central Park — Мэр Уитни Уайтботтом • мальчик (в 7 эпизодах)
- 2021—2023 — Подросток Эвтаназия[англ.] / Teenage Euthanasia — разные роли (в 3 эпизодах)
- 2022 — Закусочная Боба / The Bob's Burgers Movie — Боб Белчер[англ.] и ещё несколько второстепенных персонажей
- 2023 — Пацан против всех / Boy Kills World — Пацан

Компьютерные игры
- 2017 — Destiny 2 — голос по радио (компьютерная игра)
- 2022 — Destiny 2: The Witch Queen[англ.] — Скабретти

### Актёр веб
- 2019 — Звёздный путь: Короткие путешествия / Star Trek: Short Treks — Эдвард Ларкин (в эпизоде The Trouble with Edward; веб-сериал)
- 2020 — Отдача / Blowback — Саддам Хусейн (подкаст)

### Сценарист
- 1995—2002 — Доктор Кац / Dr. Katz, Professional Therapist — сценарист • дополнительный сценарист (80 эпизодов[англ.])
- 1997 — MTV Movie Awards — сценарист-консультант
- 1999—2004 — Домашнее видео / Home Movies — сценарист • дополнительный материал (49 эпизодов[англ.])
- 2006 — Чудошоузен[англ.] / Wonder Showzen — дополнительный материал (эпизод Knowledge)
- 2006 — Шоу уродов[англ.] / Freak Show — создатель • сценарист (7 эпизодов)
- 2006, 2008 — Эсси МакГи[англ.] / Assy McGee — создатель • сценарист (2 эпизода)
- 2007 — Люси — дочь дьявола[англ.] / Lucy, the Daughter of the Devil — дополнительный материал (10 эпизодов)
- 2007—2008 — Хулиганы[англ.] / Human Giant — сценарист-консультант (2 эпизода)
- 2009 — Важные вещи с Деметри Мартином[англ.] / Important Things with Demetri Martin — сценарист (7 эпизодов)
- 2009 — Платное программирование[англ.] / Paid Programming — сценарист
- 2011 — У Джона Бенджамина есть фургон[англ.] / Jon Benjamin Has a Van — создатель • сценарист (10 эпизодов)
- 2015—2018 — Закусочная Боба / Bob's Burgers — сценарист (3 эпизода)

### Продюсер
- 2002—2004 — Домашнее видео / Home Movies — продюсер (34 эпизода[англ.])
- 2006 — Шоу уродов[англ.] / Freak Show — исполнительный продюсер (7 эпизодов)
- 2008 — Эсси МакГи[англ.] / Assy McGee — консультирующий продюсер (3 эпизода)
- 2009 — Важные вещи с Деметри Мартином[англ.] / Important Things with Demetri Martin — сопродюсер • старший продюсер (7 эпизодов)
- 2009 — Платное программирование[англ.] / Paid Programming — исполнительный продюсер
- 2011 — У Джона Бенджамина есть фургон[англ.] / Jon Benjamin Has a Van — исполнительный продюсер (10 эпизодов)

## Награды и номинации
- 2019 — «Энни» в категории «Лучшее озвучивание в анимационной телепрограмме» за озвучивание Боба в эпизоде Roamin' Bob-iday мультсериала «Закусочная Боба» — победа.

С полным списком кинематографических наград и номинаций Гарри Бенджамина можно ознакомиться на сайте IMDb